# Прапор Орлиного
Пра́пор Орли́ного затверджений 23 липня 2004 р. рішенням Орлинівської сільської ради.

## Опис прапора
Прямокутне полотнище із співвідношенням сторін 2:3 поділене на три горизонтальні смуги червоного, білого і зеленого кольорів. У центрі червоної смуги біла арка, в ній жовтий орел із розпростертими крильми. У центрі зеленої смуги дві жовті гілки кизилу із червоними ягодами. Співвідношення ширин смуг 13:1:6.